# Camponotus amaurus
Camponotus amaurus  es una especie de hormigas endémicas del sudeste de la España peninsular.